# Murindó

Bandeira de Murindó.

Localização de Murindó, no departamento de Antioquia.

Murindó é uma cidade e município da Colômbia, no departamento de Antioquia. Dista 310 quilômetros de Medellín, a capital do departamento. Tem uma superfície de 1.349 quilômetros quadrados e se encontra apenas a 25 metros acima do nível do mar.